# Medalla Belisario Domínguez
La Medalla Belisario Domínguez es una condecoración civil otorgada en México, por el Senado de la República, a personas mexicanas debido a sus acciones en beneficio de la nación o de la humanidad. Es, De facto, la máxima condecoración que los Estados Unidos Mexicanos otorga a sus ciudadanos.
El nombre de esta distinción honra la memoria de Belisario Domínguez Palencia, senador por el estado de Chiapas que, por su oposición a la dictadura de Victoriano Huerta y sus abiertas críticas en la tribuna del Senado, fue asesinado el 7 de octubre de 1913.
La medalla se confiere anualmente cada 7 de octubre, por acuerdo del Senado, y la entrega el Presidente de la República o su representante en el Salón de Plenos de la Casona de Xicoténcatl, sede principal del Senado de 1931 a 2011.
Desde su primera edición, la presea ha sido otorgada a 71 personas mexicanas, ocho de ellos de manera póstuma.

## Creación
El 28 de enero de 1953, a propuesta del presidente Adolfo Ruiz Cortines, se expidió el decreto por el cual anualmente se entregaría la medalla; en su artículo primero, el decreto estipula las condiciones:

«Se crea la Medalla de Honor “Belisario Domínguez” del Senado de la República, para premiar a los hombres y mujeres mexicanos que se hayan distinguido por su ciencia o su virtud en grado eminente, como servidores de nuestra Patria o de la Humanidad».

El premio está formado por un Diploma Alusivo y una Medalla con el Escudo Nacional de México con el escrito «Estados Unidos Mexicanos. H. Cámara de Senadores 1952-1958», y al reverso lleva la imagen de Belisario Domínguez Palencia, en medio de la leyenda «Ennobleció a la Patria.- 7 de octubre de 1913», y se cuelga del cuello por medio de una cinta con los colores nacionales, verde, blanco y rojo.
Para decidir su otorgamiento, se crea una comisión especial de senadores: la Comisión para la Medalla de Honor "Belisario Domínguez", la cual dictamina sobre la persona que habrá de recibir la medalla; este dictamen es posteriormente sometido al pleno del Senado de México para su aprobación. Las candidaturas para el otorgamiento de la medalla pueden ser realizadas por cualquier ciudadano o institución y son dirigidas al Senado de la República. El registro se realiza entre el 1° y el 30 de marzo de cada año, siendo la fecha límite para su elección el 1° de octubre.

## Comisión dictaminadora
Después de recibidas las propuestas de candidato(a) a la Medalla de Honor, una comisión de senadores se encargará de dictaminar quien recibirá el reconocimiento anual. Habitualmente la comisión es presidida por un(a) senador(a) de Chiapas, es decir, del mismo estado en el que nació Belisario Domínguez.[cita requerida]

### Actual conformación
La comisión dictaminadora de la LXV legislatura está conformada por una persona encarga de la presidencia, dos personas secretarias y siete integrantes, los cuales pueden consultarse en la referencia de esta sección. 

## Lista de galardonados

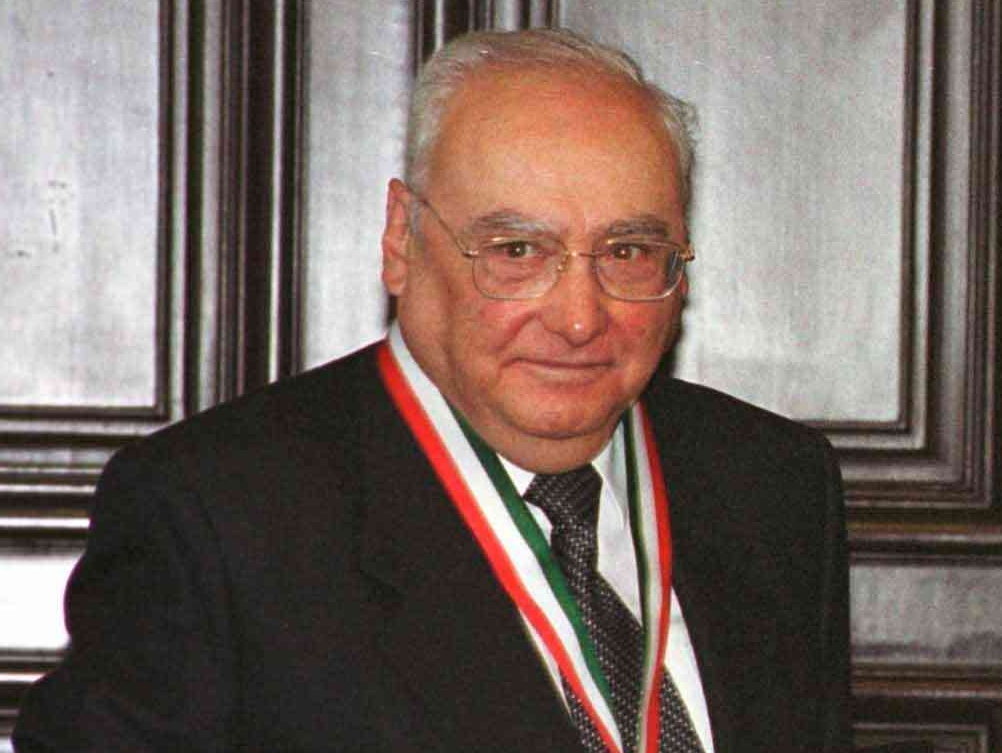
Héctor Fix-Zamudio, al ser galardonado
en el 2002

Los galardonados con la Medalla Belisario Domínguez son:
- (1954): Rosaura Zapata y Erasmo Castellanos Quinto
- (1955): Esteban Baca Calderón
- (1956): Gerardo Murillo (Dr. Atl)
- (1957): Roque Estrada Reynoso
- (1958): Antonio Díaz Soto y Gama
- (1959): Heriberto Jara Corona
- (1960): Isidro Fabela
- (1961): José Inocente Lugo
- (1962): María Tereza Montoya
- (1963): María Hernández Zarco
- (1964): Adrián Aguirre Benavides
- (1965): Plácido Cruz Ríos
- (1966): Ramón F. Iturbe
- (1967): Francisco L. Urquizo
- (1968): Miguel Ángel Cevallos
- (1969): María Cámara Vales Vda. de Pino Suárez
- (1970): Rosendo Salazar
- (1971): Jaime Torres Bodet
- (1972): Ignacio Ramos Praslow
- (1973): Pablo Macías Valenzuela
- (1974): Rafael de la Colina Riquelme
- (1975): Ignacio Chávez Sánchez
- (1976): Jesús Romero Flores
- (1977): Juan de Dios Bátiz Paredes
- (1978): Gustavo Baz Prada
- (1979): Fidel Velázquez
- (1980): Luis Padilla Nervo
- (1981): Luis Álvarez Barret
- (1982): Raúl Madero González
- (1983): Jesús Silva Herzog
- (1984): Salomón González Blanco
- (1985): María Lavalle Urbina
- (1986): Salvador Zubirán Anchondo
- (1987): Eduardo García Maynez
- (1988): Rufino Tamayo
- (1989): Raúl Castellano Jiménez
- (1990): Andrés Serra Rojas
- (1991): Gonzalo Aguirre Beltrán
- (1992): Ramón G. Bonfil
- (1993): Andrés Henestrosa
- (1994): Jaime Sabines Gutiérrez
- (1995): Miguel León-Portilla
- (1996): Griselda Álvarez Ponce de León
- (1997): Heberto Castillo (póstuma)
- (1998): José Ángel Conchello (póstuma)
- (1999): Carlos Fuentes
- (2000): Leopoldo Zea
- (2001): José Ezequiel Iturriaga Sauco
- (2002): Héctor Fix Zamudio
- (2003): Luis González y González
- (2004): Carlos Canseco González
- (2005): Gilberto Borja Navarrete
- (2006): Jesús Kumate Rodríguez
- (2007): Carlos Castillo Peraza (póstuma)
- (2008): Miguel Ángel Granados Chapa
- (2009): Antonio Ortiz Mena (póstuma)
- (2010): Luis H. Álvarez y Javier Barros Sierra (póstuma)
- (2011): Cuauhtémoc Cárdenas
- (2012): Ernesto de la Peña (póstuma)
- (2013): Manuel Gómez Morin (póstuma)
- (2014): Eraclio Zepeda Ramos[11]
- (2015): Alberto Baillères González
- (2016): Gonzalo Miguel Rivas Cámara (póstuma)[12]
- (2017): Julia Carabias Lillo
- (2018): Carlos Payán Velver[13]
- (2019): Rosario Ibarra de Piedra[14]
- (2020): Personal de salud de la pandemia del COVID-19
- (2021): Ifigenia Martínez y Manuel Velasco Suárez (póstuma),[15]
- (2022): Elena Poniatowska
- (2023): Ninfa Deándar